# アスペルン・エスリンクの戦い

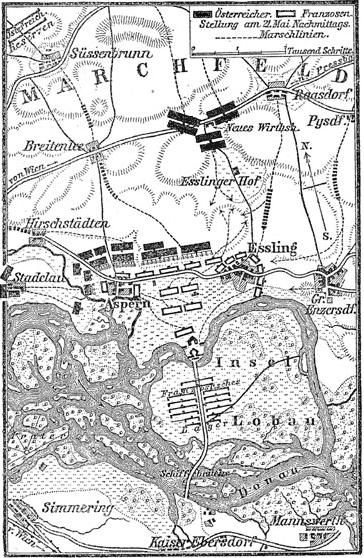
アスペルン・エスリンクの戦い

ロバウ島へ帰還したナポレオン, 5月23日

アスペルン・エスリンクの戦い（アスペルン・エスリンクのたたかい、英: Battle of Aspern-Essling, 仏: Bataille d'Aspern-Essling, 1809年5月21日 - 5月22日）は、ナポレオン戦争における戦闘の1つ。ウィーン近郊のドナウ河畔で、カール大公率いるオーストリア軍が、皇帝ナポレオン・ボナパルト率いるフランス軍に勝利した。ナポレオンが直接指揮する軍が敗北した数少ない戦闘例の1つでもある。
ナポレオンにとっては、兵員の損失もさることながら、最も信頼する部下ジャン・ランヌが戦死するという辛い敗北であった。一方、ナポレオンに勝利したカール大公はオーストリアの国家的英雄として称えられた。

## 背景
1809年4月9日、オーストリア帝国はイギリスと第五次対仏大同盟を結び、同日、カール大公率いる20万のオーストリア軍主力がバイエルンへの侵攻を開始した。ナポレオンは直ちにライン同盟駐留のフランス軍部隊を集結させて反撃に転じ、4月22日のエックミュールの戦いでオーストリア軍主力を撃破した。カール大公はドナウ川の北岸へ退却した。
ナポレオンはカール大公を追撃を中止してドナウ川南岸を東進し、守備隊との戦闘を経て5月13日にオーストリアの首都ウィーンへ入城した。
その間にカール大公は崩壊したオーストリア軍を立て直してドナウ川の対岸に集結させ、奪われた首都に脇目も振らずにこの地での決戦の構えをとった。ドナウ川に架かる橋梁はオーストリア軍が全て破壊しており、フランス軍は渡河点として、ドナウ川の流れが細い支流に分かれている中州のロバウ島の周辺地域を選んだ。工兵出身のベルティエによる監督のもと、雪解けによるドナウ川の増水や上流からの丸太放流などのオーストリア軍の妨害に晒されながらも、ドナウ川南岸からロバウ島までの小舟をロープで結び板を渡した仮橋が5月19日から20日にかけて建設され、20日夕刻までに大部隊がロバウ島へ渡った。20日夕刻から、フランス軍は対岸に通じる最後の架橋工事に入った。

## 経過

### 1日目
5月21日払暁までに、フランス軍はマッセナの第4軍団を先頭に24,000、野砲60門がドナウ川北岸へ渡った。左翼がアスペルン、右翼がエスリンクの村落を確保し、2つの村落を結ぶ線に橋頭堡を築いたが、背後にはドナウ川が迫り背水の陣を強いられた。カール大公は兵力95,000、野砲200門を手元に有し、ある程度の敵の渡河を意図的に許し半渡のところを衝く作戦であった。ナポレオンももちろんその危険性を承知した上で勝負に出ていた。
オーストリア軍は、ヒラーの第6軍団、ベルガルデの第1軍団、ホーエンツォレルンの第2軍団がアスペルンを攻撃し、ローゼンベルクの第4軍団がエスリンクへ向かった。戦闘はアスペルンで開始され、ヒラーとマッセナの両部隊は村落の取り合いを幾度も繰り返した。ナポレオンは2つの村落の中間に陣取り、フランス軍中央部を前進させ、そこから胸甲騎兵をオーストリア軍の砲兵部隊へ突撃させた。だがオーストリア軍もリヒテンシュタイン指揮下の騎兵を投入し、フランス胸甲騎兵は後退した。夜が訪れる頃、村落はマッセナの部隊が確保していた。
エスリンクでも激戦が続いていた。フランス軍ではランヌが防戦に努め、夕刻まで村落を確保し続けた。フランス軍には夜までに増援が加わり、兵力31,500、野砲90門に増加したが、依然オーストリア軍よりも劣勢に立たされていた。両軍は露営に入り、アスペルンでは互いのピストルの射程内で眠りについた。

### 2日目
夜の間にフランス軍では第2軍団と近衛軍団が仮橋を渡り、歩兵50,000、騎兵12,000、野砲144門にまで増強した。一方オーストリア軍も兵力100,000、野砲260門に達した。
22日早朝、戦闘は再開された。エスリンクへのローゼンベルク軍団の攻撃は、サン・ティレール師団の増援を受けたランヌにより撃退された。中央部でもフランス軍が押していた。だがアスペルンでは、ヒラー軍団とベルガルデ軍団の度重なる攻撃によって、マッセナ軍団の戦列は崩れかけていた。フランス軍の後方連絡線も危険な状態にあった。ドナウ川にかけた仮橋は、オーストリア軍が上流から流した艀によって何度も破壊されていたのである。
カール大公は戦いに決着をつけるべく予備兵力の投入を決断した。彼自身が軍旗を手に持ち、部隊の先頭に立ってアスペルンへ向かった。カール大公の直卒部隊の攻撃によってアスペルンは陥落。ほどなくエスリンクもローゼンベルク軍団がついに奪取した。午後2時、ナポレオンは全軍に撤退を命じた。
ランヌは全軍の最後尾に立ち、味方の撤退を援護し続けた。オーストリア軍の追撃は激しく、フランス軍の犠牲は大きかった。ランヌも砲弾の直撃を受け重傷を負った。フランス軍は戦闘に参加した73,000のうち死傷者21,000の損害を受けた。オーストリア軍の死傷者は23,340に及んだ。

## 影響
ランヌは右足切断の緊急手術を受け、一時は小康状態になったものの31日に息を引き取った。ランヌは戦死した最初のフランス帝国元帥となった。
フランス軍は手痛い敗北を喫したが、決定的な打撃を受けたわけではなかった。ナポレオンは諦めていなかった。イタリア方面からのウジェーヌ軍団の来着を待って、7月4日に再度ドナウ川渡河作戦を実施する。この作戦は成功し、7月5日から6日にかけてのヴァグラムの戦いに勝利、シェーンブルンの和約でオーストリアを屈服させた。
オーストリアにとっては、アスペルン・エスリンクの勝利は1809年の対フランス戦役の勝利には結びつかなかったが、それまで無敵であった軍事の天才ナポレオンに痛撃を与えたことは人々を力づけた。カール大公はオイゲン公とともにオーストリアの2大英雄として称えられ、現在もウィーンのホーフブルク宮殿前の英雄広場（Heldenplatz）に銅像が立っている。

## 参考
- David G. Chandler, Campaigns of Napoleon: The Mind and Method of History's Greatest Soldier, 1973, ISBN 0025236601